# روزا غورغيفا
روزا غورغيفا هي راكبة الكنو بلغارية، ولدت في 17 ديسمبر 1956.

## وصلات خارجية
- روزا غورغيفا على موقع أوليمبيديا (الإنجليزية)